# 제리 양

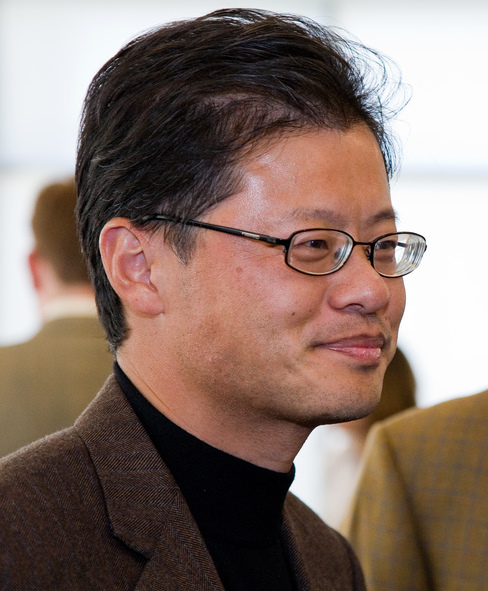

제리 양(영어: Jerry Yang, 중국어: 楊致遠, 양치원, 1968년 11월 6일~ , 대만 타이베이에서 태어남)은 인터넷 기업가이자 야후!의 공동 설립자이다.

## 생애
1968년 11월 6일 타이완 타이베이에서 태어난 제리 양은 그가 10살 때 어머니와 남동생과 캘리포니아주 산호세로 이사하였다. 그의 아버지는 제리 양이 두 살 때 죽었다. 그는 그의 어머니가 영어 선생임에도 불구하고, 그가 도착할 당시 영어 낱말 하나(shoe, 신발)만 알고 있었다고 주장하였다. 3년째 되어 유창하게 된 그는 AP(고급반) 영어반에 들어갔다.
제리 양은 시에라몬트 중학교와 피드몬트 고등학교를 졸업하였다. 제리 양은 스탠포드 대학교에서 전기공학 학사와 석사 과정을 마쳤고, 파이 카파 시 사교모임의 일원이 되었다.